# Дзюнъё (авианосец)
Авианосец Дзюнъё (Сапсан) ВМС Императорской Японии  (яп.  Дзюнъё кокубокан, Авиаматка Сапсан) — лёгкий авианосец Императорской Японии 1940 гг.  В 1938 г. заказан АО Почтовое пароходство Япония при финансовой поддержке Министерства ВМС как быстроходный океанский лайнер Касивара. В 1940 г. выкуплен ВМС для переоборудования в авианосцы. В составе ДАВ № 3 ВМС принимал участие в боевых действиях на Тихом океане. Летом 1945 г. интернирован в числе других кораблей Императорской Японии и передан на слом в 1947 г.

## История создания
В 1938 г. для трансокеанской линии Токио-Сан-Франциско почтового пароходства Япония на судостроительном гражданском заводе Мицубиси-Нагасаки заложен океанский лайнер Касива́ра:
- проектное водоизмещение 27,7 тыс. т
- полный ход до 25 уз.
- пассажировместимость до 890 чел.

Объём полученного госфинансирования составил до 60% стоимости. Корпус лайнера имел особенности свойственные кораблям ВМС: 
- широкое использование полуброневой стали Колвилла
- паросиловую ГЭУ с запасом мощности до 20%
- межпалубные пространства по стандартам ВМС
- запроектированные объемы под ангары авиации
- усиленную верхнюю палубу
- двойное днище с мазутными цистернами
- носовой бульб
- продольные корпусные переборки (в т.ч. турбинных отсеков).

## Переоборудование
Заказ на океанский лайнер Касива́ра принят судостроительным заводом Мицубиси-Нагасаки весной 1939 г.. Лайнер заложен на стапеле № 3 (на стапеле № 2 ЛК Муса́си, на стапеле № 4 лайнер Ка́суга, далее ПБ Тайё). ЛК  Мусаси был спущен на воду ранее, но в связи с режимом секретности, стапель оставался в лесах . При заводском пожаре в 1941 г. население г. Нагасаки считало, что на стапеле № 3 горит линкор. С осени 1941 г. военпредом и командиром в достройке назначен капитан 1 ранга С. Исии. С апреля 1942 г. корпус передан на сдаточные испытания, экипаж сменил на борту заводскую бригаду. После ходовых у о. Кюсю корабль  отбуксирован в округ Курэ́ под охранением ЭМ Курэта́кэ .

## Конструкция

#### Корпус
Корпус теплохода гладкопалубный сварной из кремнемарганцовой стали Колвилла (высокопрочная, 0,3 % углерода, 1,5 % марганца). Швы частично укреплены клёпкой, но отсечное деление гражданского корпуса без бронепалуб и бронепояса не полностью соответствует требованиям живучести ВМС. Верхнюю часть занимают двухъярусные ангары авиации, по бортам ангарных уровней оборудованы кубрики и отсечные коридоры. Корабль имел значительные объёмы деревянной отделки, что обусловило высокий уровень пожароопасности. 
Под центральным ангаром ЛБАЭ расположены отсеки ГЭУ и паропроизводительной установки. В нос от ангаров расположены жилые помещения, генераторы, силовые отсеки подъёмников и ангаров, склады и вспомогательные помещения. В кормовой оконечности расположены кубрики, склады ТЭЧ и десантная площадка. 
В трюмах оконечностей бензоцистерны, отсеки бомбового вооружения, патронные отсеки МЗА, отсеки зарядов и снарядов ГК. Под кормовым ангаром расположены стеллажи авиаторпед и бронированный отсек торпедных БЧ.

#### Броневая и конструктивная защита
Защита корпуса гражданского теплохода ниже уровня бронирования корпусов I ранга постройки ВМС. Относительное бронирование оконечностей с боезапасом и авиатопливом обеспечивается полуброневым бортом из кремнемарганцевой стали Колвилла (1 дм), отсеков ГЭУ- двойным бортом (1 дм стали Колвилла на подложке судовой стали 2 см) с мазутными цистернами в межбортовом пространстве и в двойном днище.

#### КП корабля
Впервые в Императорской Японии авианесущий корабль имел интегрированную в правобортную надстройку единую трубу дымосброса от четырёх котельных отделений. Первоначальный проект предполагал установку панорамного носового КП под полётной палубой по образцу АВ Рюдзё. Главный штаб ВМС настоял на интеграции дымосброса четырёх котельных отделений в островной КП для отработки компоновки схемы разрабатывавшегося АВ Тайхо́. Для определения оптимальной конфигурации надстройки проводилась продувка вариантов в аэротрубе центрального авиационного КБ № 1 ВМС (в/ч Йокосука). По результатам испытаний оптимальной была принята компоновка с высотой трубы 17 м над уровнем палубы и отклонением на 25° вправо от борта. 
Список палуб и ЦБУ КП:
| Палуба   | БЧ                  | Носовая часть                | Кормовая часть                                              |
| -------- | ------------------- | ---------------------------- | ----------------------------------------------------------- |
| ПВО      | артБЧ/ АвиаБЧ       | ЦБУ ПВО КДП-94 посты ВНОС    | РЛС-2, РЛС-3, антенны связи Боевые прожектора, ходовые огни |
| Боевая   | артБЧ               | ЦБУ артБЧ                    | ЦБУ артБЧ                                                   |
| Ходовая  | Штурманская/ АвиаБЧ | Рулевой пост Посты РТР       | ЦБУ авиаБЧ                                                  |
| Полётная | Штурманская/ АвиаБЧ | ЦБУ штурманской БЧ/ БЧ связи | Дежурное помещение авиаБЧ                                   |

Летчик ТАЭ Дзюнъё Т. Отава вспоминал, что при налете пикировщиков противника бомбы практически всегда ложились дальше по носу корабля. По его мнению, на АВ Дзюнъё труба дымосброса заметно возвышалась над ГКП, и целившиеся по ней летчики клали бомбы с большим перелетом. Второй причиной было то, что, что визуально с воздуха крейсерский ход достаточно высокого корабля с воздуха воспринимался как полный (19 уз. как 25 уз.), а полный в 26 уз. – как более 30 уз.. При определенном сходстве корабля с островным ГКП с авианосцами ВМС США имели место случаи захода самолетов противника на посадку (имелся подтвержденный случай, когда SB2C был сбит зенитчиками во время захода над палубой.

## ГЭУ

#### Турбинная установка
Корабль несет две лицензионных турбинных группы Мицубиси-Целли (Швейцария) номинальной мощностью 52 тыс. л. с. в водонепроницаемых отсеках с продольной и поперечной переборками. Турбинные группы четырёхцилиндровые тройного расширения (ЦВД-пара ЦСД-ЦНД) с двухпоточными роторами и двухступенчатым редуктором (в носовой части ЦВД-ЦНД, в кормовой – пара ЦСД, общий редуктор в центре). Число оборотов 3,8-3,4-2,5 тыс. об./ мин. (ЦВД-ЦСД-ЦНД), мощность турбинной группы 28,2 тыс. л.с. (общая 56,4 тыс. л.с.), максимальные обороты гребного вала через двухступенчатый редуктор 155 об./ мин. Циркуляционные, конденсатные и масляные насосы дублированные c турбоприводами.

#### Паропроизводительная установка
Корабль несет 6 ед. главных и два вспомогательных котла. 
Главные котлы Мицубиси -  водотрубные трёхколлекторные двухпроточные с паропроизводительностью более сорока тонн/час при рабочем давлении пара до 42 атм при температуре 420°C. При принудительной циркуляции пароводяной смеси кратность теплообмена в 8 раз превышает паропроизводительность. Высокая скорость пароводяной смеси ограничивает перегрев и накипеобразование на тяжёлых режимах и значительно сокращает время вывода котла на рабочий режим.

## Авиационное вооружение
После переоборудования на корабле планировалась авиаБЧ в составе трёх видов авиации: легкобомбардировочной, торпедоносной и истребительной эскадрилий. Общий строевой состав включал 5 рот (48 экипажей) с авиатехникой, аварийный запас самолётокомплектов в  ТЭЧ - пять торпедоносцев, тройку ИА и пикировочную пару. 
- АвиаБЧ Дзюнъё (проект)
  - ИАЭ
    - 1 рота (9 ед.)

  - ТАЭ
    -  2 усиленных роты (24 ед.)

  - ЛБАЭ
    -  Усиленная рота (12 ед.)

  -  Самолётокомплекты
    -  10 ед.

В 1941 г. на вооружение начали поступать новейшие И-0. За счёт сокращения ударных возможностей ИАЭ была усилена второй ротой (всего 21 ед. ИА), ударный компонент был сокращён до усиленной пикировочной (12 ед.) и торпедоносной роты (9 ед.) .
- АвиаБЧ Дзюнъё (1941 г.)
  - ИАЭ
    - 2 роты (21 ед.)

  - ТАЭ
    -  1 рота (9 ед.)

  - ЛБАЭ
    -  Усиленная рота (12 ед.)

(Торпедоносную роту предполагалось перевозить на полётной палубе).
Авиационный боезапас включал:
- АвиаБЧ Дзюнъё (1941 г.)
  - ТАЭ
    - Т-91 45 см 27 ед. (три вылета)
    - БРАБ-99 (оперённый бронебойный снаряд 800 кг)  54 ед. (четыре вылета)

  - ЛБАЭ
    - ОФАБ-250 200 ед.
    - ОФАБ-60 350 ед.

## Артиллерийское вооружение

### Система наведения
Группа наведения дивизиона универсального калибра обслуживает две побортных СУО-94 ПВО, включающей командно-дальномерный пост КДП-94 и зенитный автомат стрельбы ЗАС-94  (яп.  Кюёнсики косяки/Кюёнсики кося сягэкибан) в отдельном артиллерийском посту под бронепалубой. Во вращающейся бронированной башне КДП-94 ПВО с круговым обзором размещён визир центральной наводки ВМЦ-94 ПВО и морской стереодальномер ДМ-94 (база 4,5 м)  (яп.  Кюёнсики кося хоисёдзюн соти/Кюёнсики соккёги). Расчёт и передача стрельбовых данных и полных углов наводки на сопровождаемые воздушные цели производится ЗАС-94. На дистанции до 120 каб. (22,2 км) КДП-94 и ЗАС-94 обеспечивают визуальное сопровождение и выработку стрельбовых данных для эффективной завесной стрельбы одной или несколькими спаренными батареями АК-89 по групповой воздушной цели со скоростью до 500 км/ч.

Группа наведения дивизиона МЗА обслуживает 4 ед. батарей МЗА с наведением от зенитных автоматических прицелов ЗАП-95  (яп.  Кюгосики кидзю косясоти) (1935 г.) (две батареи на борт). Наведение батарей производится силовыми синхропередачами постоянного тока с повторением угла наведения и вертикального угла батарейного механического прицела. На дистанции до 5,5 км ЗАП-95 обеспечивает визуальное сопровождение и эффективный огонь батареи МЗА (до 6 ед. АК-96) по воздушной цели со скоростью до 500 км/ч.

#### Арткомплексы ПВО

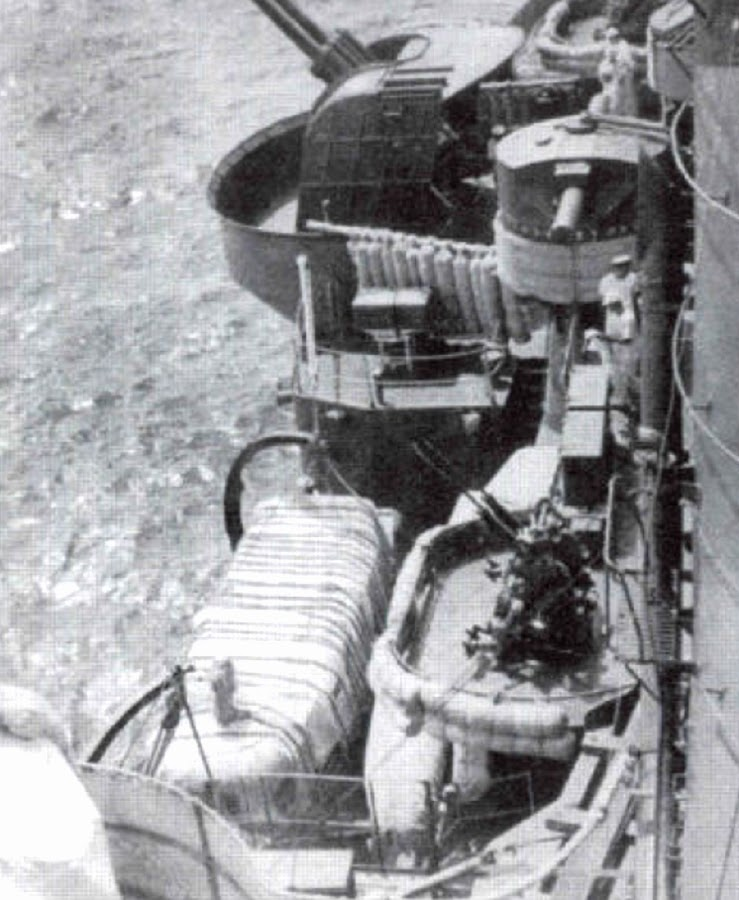
Сверху вниз: спонсон АК-89, КДП-94, станок АК-96

Дивизион ПВО обслуживает шесть спонсонных батарей универсального морского арткомплекса АК-89 (12 ед. стволов 5 дм). Дальность стрельбы арткомплекса АК-89 70 каб. (13 км), досягаемость по высоте 9,5 км, скорострельность до 12-14 выстрелов/мин (180 выстрелов на ствол). Арткомплекс с начальной скоростью до 720 м/сек. ведёт огонь фугасными и осколочно-фугасными снарядами раздельного заряжания массой 32,4 кг с дистанционным взрывателем.  При угле возвышения 45° эффективная досягаемость по высоте 9,5 км, эффективная дальность завесного огня до 15 км. Техническая скорострельность системы до 14 выстрелов/мин. Установка дистанционного воздушного взрывателя ведётся по указаниям ЦАП на основании данных ЗАС-94.
Дивизион МЗА обслуживает четыре батареи МЗА (8 ед. строенных АК-96, 24 ствола 1 дм). Автоматическое орудие АК-96 (лицензионный Гочкисс) с начальной скоростью 900 м/с ведёт огонь унитарными фугасными и осколочно-фугасными патронами 1 дм/2,5 кг. При максимальном угле возвышения 85° эффективная досягаемость по высоте 5,5 км, эффективная дальность до 7,5 км. Техническая скорострельность до 2 выстрелов/сек. (обойма 15 патронов). Батарейная наводка АК-96 силовыми синхропередачами постоянного тока от батарейных механических прицелов ЗАП-95. До 1944 г. добавлены 4 ед. строенных и 12 ед. одинарных станков (36  стволов). В 1944 г. перед оборонительной операцией у арх. Марианских островов МЗА усилена 16 ед. строенных и 12 ед. съёмных одинарных станков (48 стволов). Стационарные станки прикрывают кормовую оконечность и КП, переносные – КП, правый борт в районе прожекторного гнезда и стартерной техплощадки. К концу 1944 г. численность АК-96 достигла 19 ед. строенных, 4 ед. спаренных и 30 ед. одинарных (91 ствол).

## Радиотехническое вооружение

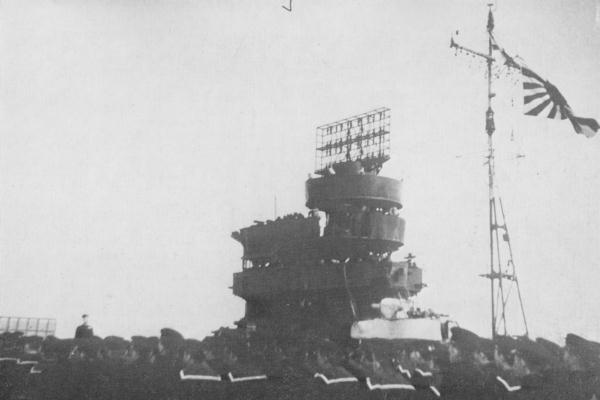
Общий вид РЛС-2
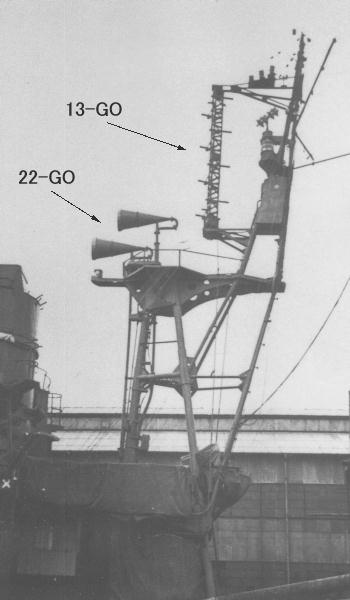
Общий вид РЛС-3

Для слежения за надводной обстановкой летом 1942 г. корабли впервые в ВМС получили одноканальную двухкоординатную РЛС-2 слежения за воздушной/надводной обстановкой  (яп.  Нисики ниго дэмпа тансинги). Антенна переднего обзора монтировалась на крыше КП, кормового – в районе кормового подъёмника (на спонсоне левого прожектора). 
- матрасная вращающаяся антенна метрового диапазона (3,3×1,8 м, масса 0,8 т, три горизонтальных/четыре вертикальных диполя). Длина волны 1,5 м, мощность 5 кВт, дальность обнаружения надводной цели I ранга до 100 км.

В 1944 г. перед Филиппинской оборонительной операцией, кроме РЛС-2 ОНЦ, корабли получили первую модификацию малогабаритной одноканальной двухкоординатной РЛС-3 слежения за воздушной обстановкой  (яп.  Сансики итиго дэмпа тансинги). 
- диполь лестничного типа перед стеньгой грот-маты. Длина волны 2 м, мощность 10 кВт, дальность обнаружения групповой воздушной цели 150 км, дальность определения свой-чужой 300 км.  В отдельных случаях расчёт РЛС-3 обнаруживал одиночную цель на удалении до 240 км.

Дивизион гидроакустического вооружения включает 
- пассивную шумопеленгаторную станцию ШПС-93  (яп.  Кюсансики суйтю тёонки)

- носовая эллипсообразная антенна диам. 3 м (16 электродинамических гидрофонов), диапазон 0,5-2,5 кГц, угловая ошибка до 5 гр.)

- пассивную шумопеленгаторную станцию ШПС-0  (яп.  Рэйсики суйтю тёонки)

- носовая эллипсообразная антенна диам. 4 м (30 электродинамических гидрофонов), диапазон 0,5-2,5 кГц, угловая ошибка до 3 гр.)

Радиовооружение БЧ связи включает пару длинноволновых и четыре средневолновых передающих и 22 приёмных поста всех диапазонов. Для связи и навигации корабли несут пару побортных заваливающихся радиомачт и три рамочных антенны системы ближнего радиопривода.

## История службы
Первый авианосец в Японии, на котором установлен радиолокатор. .
5 ноября 1943 года повреждён торпедой американской подводной лодкой «Halibut».
9 декабря 1944 года в Восточно-Китайском море получил попадание одной торпеды с американских ПЛ «Sea Devil» и 1—2 торпеды с ПЛ «Redfish». He ремонтировался, в 1947 году сдан на слом.